# Oecophylla megarche
Oecophylla megarche är en myrart som beskrevs av Cockerell 1915. Oecophylla megarche ingår i släktet Oecophylla och familjen myror. Inga underarter finns listade i Catalogue of Life.